# Stichelia pelotensis
Stichelia pelotensis is een vlindersoort uit de familie van de prachtvlinders (Riodinidae), onderfamilie Riodininae.
Stichelia pelotensis werd in 1978 beschreven door Biezanko, Mielke & Wedderhoff.